# Ecuador térmico

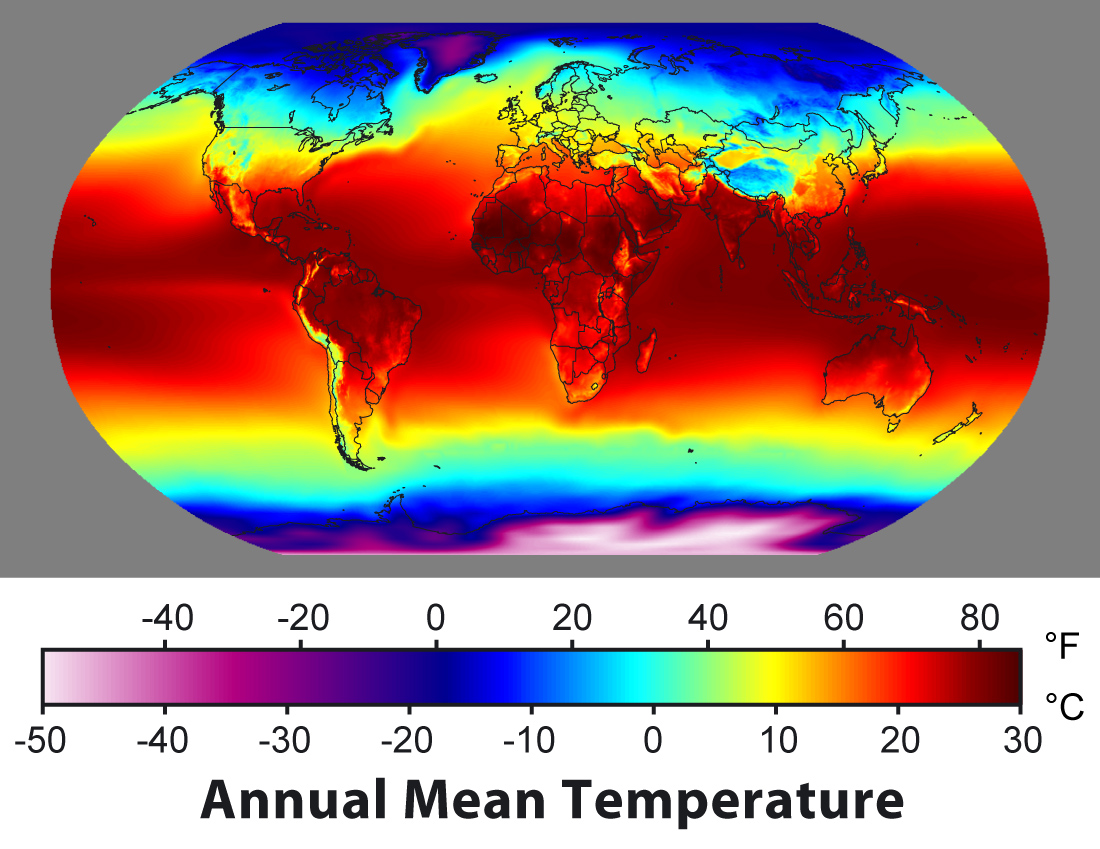
Mapa de la temperatura media anual a nivel global.

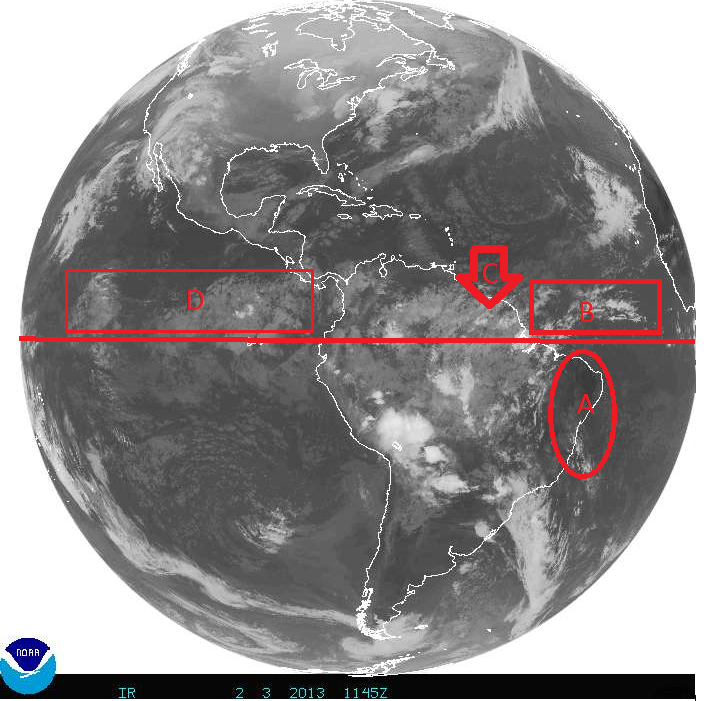
Imagen de satélite del hemisferio occidental. Puede identificarse el ecuador terrestre (línea horizontal en el centro de la imagen), el noreste del Brasil (letra A), zona con menor nubosidad por la desviación de la corriente ecuatorial del norte hacia el noroeste, el ecuador térmico (letras B y D), con su mayor nubosidad con respecto al ecuador terrestre, y la región de las Guayanas (letra C), con su mayor nubosidad con respecto al noreste del Brasil

Ecuador térmico (en ocasiones llamado ambiguamente ecuador cálido) es un cinturón de temperaturas tanto atmosféricas como oceánicas relativamente elevadas que rodea a la superficie de un planeta. En el caso del planeta Tierra tal ecuador se define por el conjunto de lugares del planeta que en los que ocurre, en cada meridiano la máxima temperatura media anual. Debido a que las temperaturas locales son sensibles a la geografía de una región —altitud del terreno, superficie, el influjo de las cordilleras y de las corrientes oceánicas (y, sobre todo, la forma como la configuración de las costas desvía estas corrientes)— es imposible establecer de un modo fijo la línea de tal ecuador térmico (como probablemente sí pudiera hacerse si la superficie de la Tierra fuera uniforme en composición y careciera de importantes diferencias de relieve, albedo, etc.) por este motivo la ubicación del ecuador térmico es distinta a la del ecuador geográfico (o línea ecuatorial), encontrándose principalmente en el hemisferio norte debido a que al estar allí las masas de tierra más grandes, se produce un mayor calentamiento en verano.

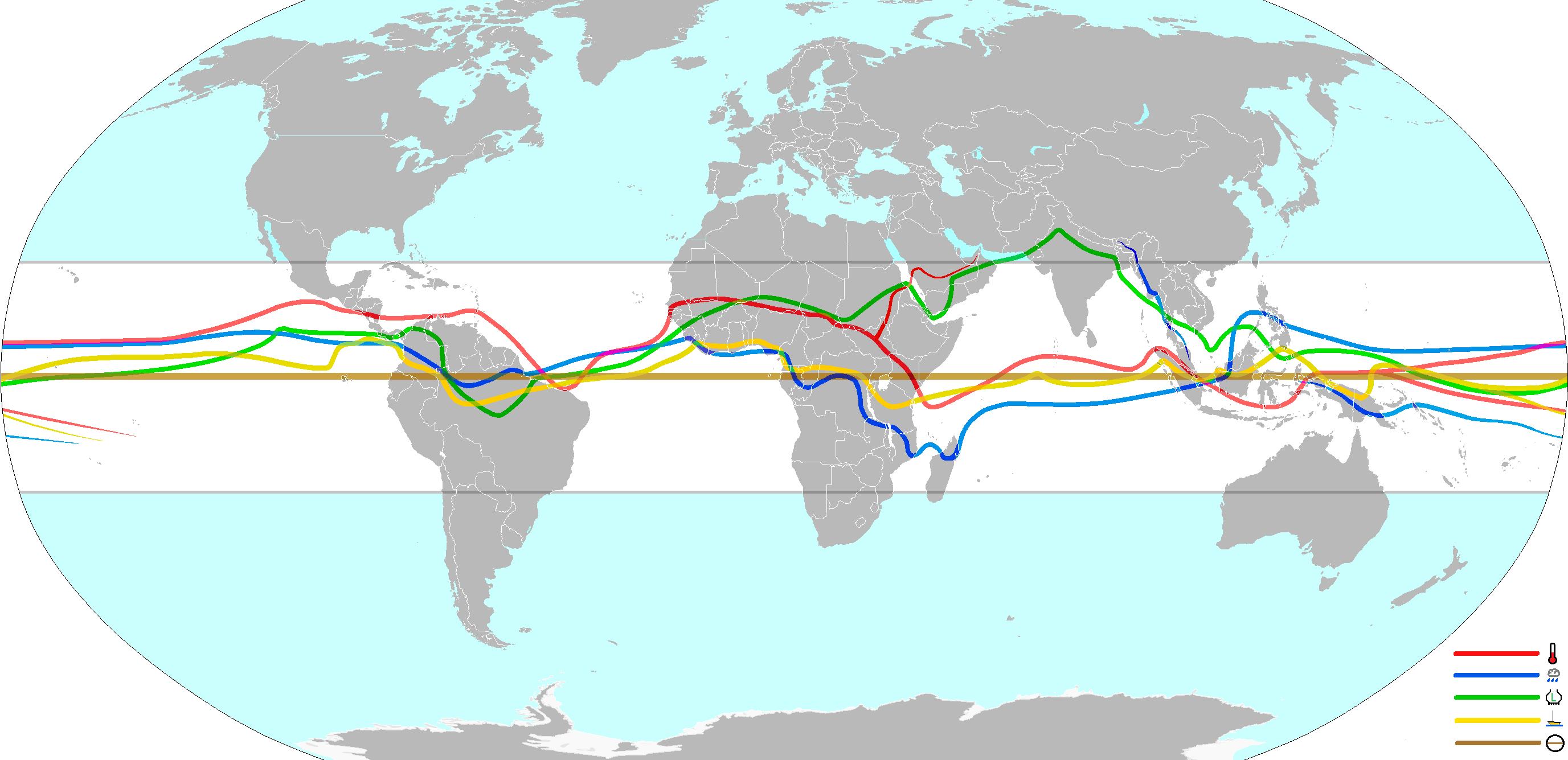
En rojo se muestra el ecuador térmico, el cual representa la media anual continua de máxima temperatura.

El término ecuador térmico se utiliza con menos frecuencia para describir la banda de temperaturas máximas medias que rodea al globo terráqueo y que migra aproximadamente entre el trópico de Cáncer  y el trópico de Capricornio, es decir, en la zona intertropical, y además está relacionada directamente con la zona de convergencia intertropical. Sin embargo, hay que estar conscientes de que la zona de convergencia intertropical es un concepto atmosférico relacionado con los vientos, por lo que ésta es más una consecuencia que una causa de la localización del ecuador térmico. La banda de calor tiene la mayor oscilación en el océano Índico y se relaciona con el monzón, pudiendo llegar al sur de Asia (hemisferio norte) de abril a septiembre y puede alcanzar Australia (hemisferio sur) de octubre a marzo.

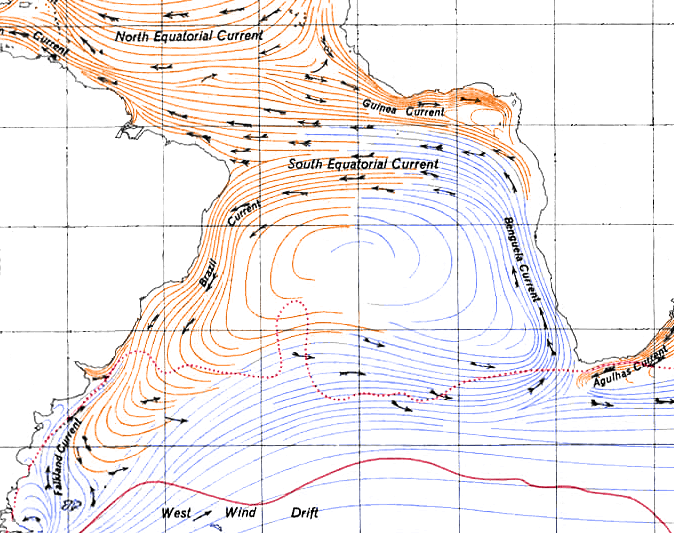
Corrientes oceánicas en el Atlántico sur. En este mapa, la línea ecuatorial se ubica entre la corriente fría de Benguela y la corriente ecuatorial del norte. Puede observarse el efecto de la costa oriental del Brasil sobre la distinta anchura de la
corriente ecuatorial: por encontrarse la punta oriental de América del
Sur a unos 5° de latitud S, desvía la mayor cantidad de dicha
corriente hacia el noroeste llevando una gran cantidad de calor, en
forma de nubes y vapor de agua, hacia las costas de las Guayanas. De
hecho, la Guayana francesa recibe más del doble de precipitación que
la punta oriental del Brasil a una latitud similar a la de las Guayanas
pero en el hemisferio Sur. Y los efectos de la distinta anchura de
las dos corrientes (Ecuatorial del Norte y del Sur) se dejan sentir en
las distintas temperaturas medias, más elevadas al norte, aunque las
máximas absolutas suelen presentarse casi siempre al sur del ecuador en
este caso, lo cual se debe a la mayor regularidad de las temperaturas
presentes en los climas más húmedos

## El ecuador térmico y las razones de su existencia
Un fenómeno destacable en lo que al ecuador térmico se refiere es que el promedio de temperaturas más elevadas se ubica unos grados de latitud al norte del ecuador terrestre (o paralelo 0°). Las razones de este fenómeno obedecen a tres tipos de motivos:
- La configuración de las costas, que puede desviar las aguas de las corrientes ecuatoriales (que transportan una gran cantidad de calor de este a oeste) en una dirección distinta a la original. El caso más notable es el de la corriente ecuatorial atlántica desde las costas africanas a las americanas. Dicha corriente de aguas cálidas lleva una gran cantidad de calor hacia las costas del Brasil, pero como podemos ver en el mapa de corrientes oceánicas (explicadas en el artículo respectivo), la mayor parte de esas aguas se desvía hacia el noroeste por la sencilla razón de que las costas del Brasil la dividen en dos partes desiguales, siendo la del norte la más grande y ancha y, por lo tanto, la que mayor cantidad de calor desplaza, mientras que la parte que se desvía hacia el sur, además de tener menor extensión, presenta menor temperatura por la influencia de la corriente de Benguela. También las costas sudamericanas del océano Pacífico desvían hacia el noroeste a las aguas frías de la corriente de Humboldt o del Perú siendo, por lo tanto, responsables del desplazamiento hacia el norte (unos 10º N) de las aguas más cálidas de la zona intertopical, tal como puede verse en el gráfico de las temperaturas superficiales del océano Pacífico en su parte central. La parte roja más oscura de este gráfico, que supone unas temperaturas más elevadas, coincide, como podemos ver en el mapa, con el trazado del ecuador térmico. Sin embargo, hay que aclarar que este trazado al norte del ecuador terrestre no se debe al movimiento de rotación terrestre, sino a la fuerza de atracción lunar (mareas lunares) cuando la posición de nuestro satélite se encuentra ligeramente al norte del ecuador. Esto significa que la corriente de Humboldt se debe a la fuerza centrífuga del movimiento de rotación terrestre y, por lo tanto no puede cruzar el ecuador hacia el hemisferio norte lo cual puede verse en la costa occidental de América del Sur, donde las aguas indicadas de color azul (frías) solo llegan hasta el ecuador. Sin embargo, si observamos el propio ecuador hacia el oeste veremos que hay penetración de aguas indicadas con color amarillo (menos frías que las azules) que penetran hacia el hemisferio norte, lo cual solo puede ser producido por la atracción de la Luna cuando está girando sobre el hemisferio norte de la Tierra. Ello explica, a su vez, la producción del fenómeno del Niño, que, como su nombre indica, se produce en las fechas próximas a la Navidad, que coincide con el solsticio de verano en el hemisferio Sur solo que, en este caso, la Luna estaría girando también en el hemisferio sur, con lo cual, la atracción de las aguas superficiales del océano (más cálidas) se haría también hacia el sur. El resultado es la producción del fenómeno del Niño: una capa somera de agua caliente que oculta y se sobrepone a las aguas frías de la corriente de Humboldt y el aumento, a veces catastrófico, de la lluviosidad en el litoral de las costas desérticas del Perú, especialmente al norte de dicho país.
- La rotación terrestre, que da origen, a su vez, a la producción de los vientos constantes o vientos planetarios que van de este a oeste en las latitudes intertropicales (vientos alisios) y de oeste a este en las latitudes medias y altas (vientos del oeste). Estos vientos son capaces de transportar una gran cantidad de calor hacia el trópico de Cáncer, porque coinciden con la Corriente Ecuatorial del Norte. No ocurre lo mismo con el hemisferio Sur porque en él la superficie marina es mucho mayor que la terrestre o continental y las aguas frías de la Corriente de Humboldt tienden a dar un largo giro alrededor de todo el océano Pacífico, calentándose gradualmente a medida que se desplazan.
- La continentalidad (grandes masas de tierras continentales en América del Norte y Asia) que da origen al desarrollo de los vientos monzones (vientos que soplan desde los océanos a los continentes) por las diferencias de presión atmosférica. El ejemplo típico se produce en el océano Índico, cuando el mayor calentamiento del continente asiático durante el verano atrae a los vientos cargados de humedad procedentes de dicho océano y que, por lo tanto, llevan una enorme cantidad de calor hacia el sur de Asia. Así, el ecuador térmico se desplaza, en el océano Atlántico, hacia el norte del ecuador, a lo largo de una línea que va desde el golfo de Guinea en África, hasta el mar Caribe en América; mientras que en el océano Índico también se desplaza al norte del ecuador geográfico, alcanzando las latitudes meridionales de China (tifón Bopha) y de la India.

De estos tres motivos, la configuración de las costas, que modifica a su vez el trazado de las corrientes marinas, es el más importante en la explicación del distinto trazado del ecuador térmico en las zonas oceánicas y terrestres.

## Localización

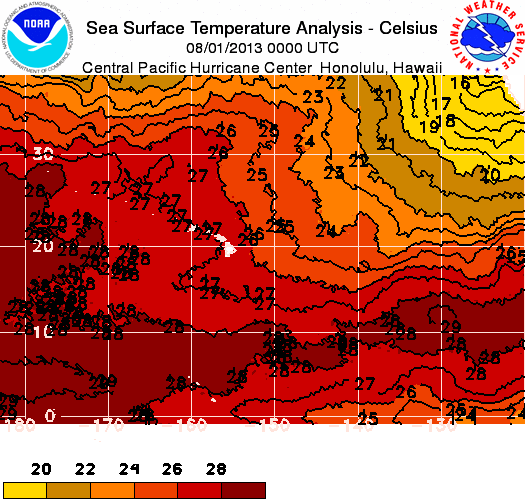
Temperaturas superficiales del océano Pacífico correspondientes al 16 de septiembre de 2013. Puede verse que las mayores temperaturas no se corresponden con el ecuador geográfico sino con el paralelo de 10º N, lo cual se debe a la influencia de las aguas frías de la corriente de Humboldt, justo al sur del ecuador.

La ubicación del ecuador térmico en la zona intertropical constituye un patrón fundamental para explicar la dinámica atmosférica a escala planetaria, en especial,  para determinar el distinto calentamiento terrestre a escala global, hemisférica, continental, oceánica y atmosférica. Para desarrollar este punto crucial para la explicación del tema, usaremos un procedimiento deductivo, partiendo de la visión de conjunto que nos da la información satelital de las temperaturas de la superficie terrestre en un momento dado hasta llegar a las diferencias regionales y/o locales que son parte integral de esa visión de conjunto.

### La temperatura atmosférica a escala global

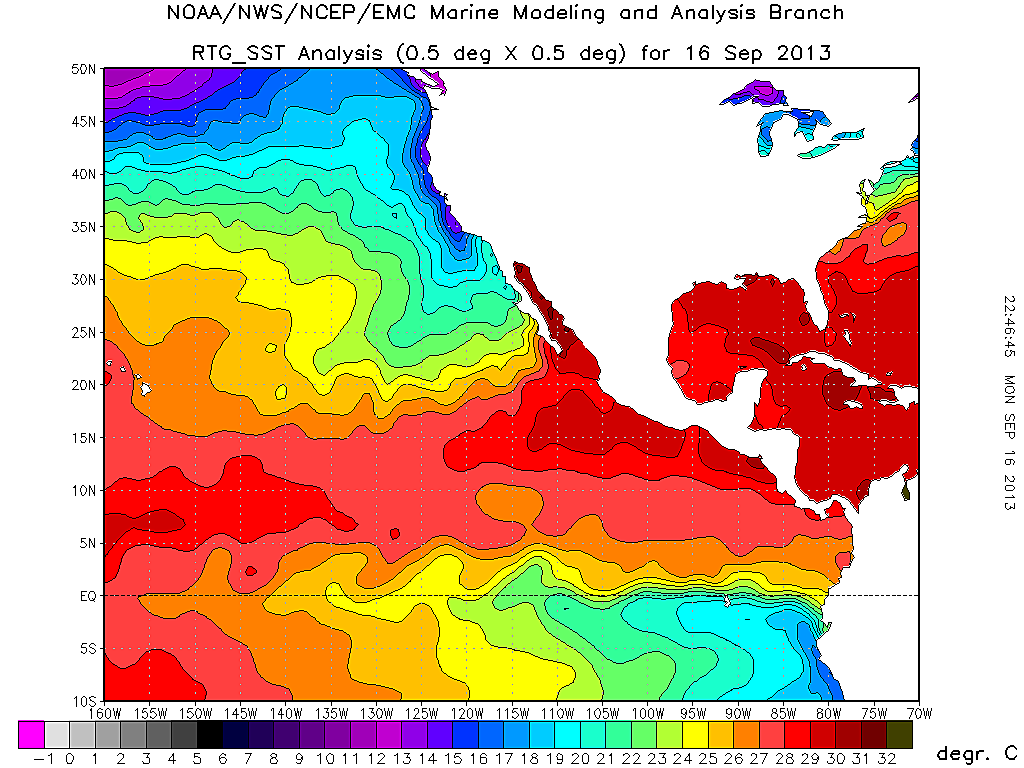
Temperatura superficial de las aguas del océano Pacífico central al norte del ecuador geográfico, indicado con la latitud 0º. Puede verse la anomalía que representan las corrientes frías del Perú (corriente de Humboldt en la parte oriental del gráfico y de la corriente fría de California, también en la parte oriental, pero a mayor latitud. La mayor extensión de las temperaturas superficiales cálidas (28º o más) puede verse a medida que se avanza hacia el oeste y al sur de las islas Hawái, que pueden verse en blanco en la parte central del gráfico

A grandes rasgos, la temperatura atmosférica depende, indirectamente, de la radiación solar y más directamente, del calor reemitido por la superficie terrestre en forma de radiación de onda larga, es decir, de rayos infrarrojos. En otras palabras: el aire es diatérmano, es decir, no se calienta directamente por los rayos solares, sino por el calor que despiden la superficie de los continentes y, sobre todo, de los océanos, tal como nos indica el artículo sobre la diatermancia. Así pues, el calor atmosférico variará tanto temporal como espacialmente debido a los factores astronómicos (movimientos de rotación y de traslación terrestres) y a los factores terrestres (latitud, altitud, corrientes marinas, configuración de los continentes y océanos, orientación del relieve, etc.).
De acuerdo con lo anteriormente dicho, la temperatura de la atmósfera variará diariamente entre el día y la noche por el movimiento de rotación terrestre, y estacionalmente, entre el verano (máxima temperatura debido al mayor nivel de radiación solar recibido por la Tierra) y el invierno, época del año en la que la Tierra recibe menor radiación solar, variaciones estacionales que se deben al movimiento de traslación terrestre.